# جيه. هوراس راوند
جيه. هوراس راوند (بالإنجليزية: J. Horace Round)‏  (و. 1854 – 1928 م) هو نَسَّاب، ومختص في الدراسات القروسطية ‏، ومؤرخ من المملكة المتحدة، والمملكة المتحدة لبريطانيا العظمى وأيرلندا، توفي عن عمر يناهز 74 عاماً.

## التعليم
تعلم في كلية باليول بجامعة اوكسفورد.